# 皮尼奥内
皮尼奥内（義大利語：Pignone），是意大利拉斯佩齐亚省的一个市镇。总面积16平方公里，人口626人，人口密度39.1人/平方公里（2009年）。ISTAT代码为011021。